# Lamenia candida
Lamenia candida är en insektsart som beskrevs av Ronald Gordon Fennah 1956. Lamenia candida ingår i släktet Lamenia och familjen Derbidae. Inga underarter finns listade i Catalogue of Life.